# Municipio de Carl (Dakota del Sur)
El municipio de Carl (en inglés: Carl Township) es un municipio ubicado en el condado de McPherson en el estado estadounidense de Dakota del Sur. En el año 2010 tenía una población de 34 habitantes y una densidad poblacional de 0,37 personas por km².

## Geografía
El municipio de Carl se encuentra ubicado en las coordenadas 45°48′58″N 98°46′34″O / 45.81611, -98.77611. Según la Oficina del Censo de los Estados Unidos, el municipio tiene una superficie total de 91.45 km², de la cual 91,38 km² corresponden a tierra firme y (0,07 %) 0,06 km² es agua.

## Demografía
Según el censo de 2010, había 34 personas residiendo en el municipio de Carl. La densidad de población era de 0,37 hab./km². De los 34 habitantes, el municipio de Carl estaba compuesto por el 100 % blancos. Del total de la población el 0 % eran hispanos o latinos de cualquier raza.